# Martin von Eyb
Martin von Eyb (né en mars 1543, mort le 27 août 1594) est prince-évêque de Bamberg de 1580 à 1583.

## Biographie
Martin von Eyb vient de la maison d'Eyb (de), village devenu un quartier d'Ansbach. D'autres membres ont une haute dignité ecclésiastique : Gabriel von Eyb est prince-évêque d'Eichstätt de 1496 à 1535, Johann Martin von Eyb sera prince-évêque d'Eichstätt de 1697 à 1704.
L'épiscopat de Martin von Eyb est bref. Sa santé se détériore, c'est pourquoi il démissionne.

### Source, notes et références
- (de) Cet article est partiellement ou en totalité issu de l’article de Wikipédia en allemand intitulé « Martin von Eyb » (voir la liste des auteurs).